# Приватне життя Шерлока Холмса
«Приватне життя Шерлока Холмса» (англ. The Private Life of Sherlock Holmes) — англійський пригодницький фільм 1970 року.

## Сюжет
Шерлок Холмс і доктор Ватсон беруться допомогти молодій жінці мадам Валладон, чий чоловік безслідно зник. Хоча брат Майкрофт попереджав Холмса не братися за цю справу, Шерлок не відступає. Слід приводить його в Шотландію, на береги знаменитого озера Лох-Несс, де Холмс і Ватсон стикаються з легендарним чудовиськом.

## У ролях
| Актор            | Роль                        |
| ---------------- | --------------------------- |
| Роберт Стівенс   | Шерлок Холмс                |
| Колін Блейклі    | Доктор Ватсон               |
| Женев'єв Паж     | Габріель Валадон            |
| Крістофер Лі     | Майкрофт Холмс              |
| Айрін Гендл      | Місис Гадсон                |
| Тамара Туманова  | мадам Петрова               |
| Клайв Ревілл     | Рогожин                     |
| Моллі Морін      | королева Вікторія           |
| Стенлі Голловей  | могильник                   |
| Кетрін Лейсі     | дівчина в інвалідному візку |
| Пітер Медден     | фон Тірпіц                  |
| Майкл Бальфур    | візник                      |
| Джеймс Коупленд  | Guide                       |
| Джон Гаррі       | перший візник               |
| Годфрі Джеймс    | другий візник               |
| Роберт Каудрон   | менеджер готелю             |
| Алекс Маккрайндл | носильник                   |
| Френк Торнтон    | Портер                      |
| Пол Гансард      | монах                       |